# 120361 Guido
120361 Guido è un asteroide della fascia principale. Scoperto nel 2005, presenta un'orbita caratterizzata da un semiasse maggiore pari a 2,6716201 UA e da un'eccentricità di 0,1833856, inclinata di 12,42353° rispetto all'eclittica.
L'asteroide è dedicato all'astronomo amatoriale italiano Ernesto Guido .